# La Femme Libre
La Femme Libre (en español: La Mujer Libre) es el primer título del folleto fundado en 1832 por Marie-Reine Guindorf y Jeanne-Désirée Véret. Es el primer periódico feminista francés, realizado y publicado únicamente por mujeres.

## Histórico

### Documento publicitario
Un prospecto titulado La Femme libre anuncia una primera aparición prevista para el 15 de agosto de 1832. Subraya la originalidad de esta publicación indicando : redactada y publicada por mujeres, incluyendo sólo los nombres de una fundadora y de una directora.

Este pequeño folleto redactado y publicado por mujeres, aparecerá varias veces al mes en días indeterminados. Precio: 15 céntimos. Inscripción anticipada para uno o varios números a cambio de uno o varios bonos entregados al portador tras el recibo del folleto distribuido a domicilio. Dirigirse todos los días (excepto el domingo), de mediodía a las cuatro, rue du Caire, n° 17, entresuelo. Jeanne-Désirée, Fundadora. Marie-Reine, Directora. La primera entrega aparecerá el 15 de agosto. (Gallica)

Los nombres que aparecen en este documento publicitario están atribuidos a dos mujeres jóvenes recientemente militantes activas del Colegio obrero del movimiento sansimoniano: la obrera modista de 22 años Jeanne-Désirée Véret y la obrera costurera de 20 años Marie-Reina Guindorf.

### Primer número, un Llamamiento a las mujeres
El primer número titulado La Mujer libre lleva el título Apostolado de las mujeres. No tiene impresa fecha de aparición y anuncia un segundo número previsto para el 25 de agosto. Está compuesto de ocho páginas incluida la portada. Hay publicado un solo artículo, titulado Llamamiento a las mujeres, organizado en tres partes, cada una firmada con un nombre diferente. Aquí debajo tres extractos, con las primeras líneas de cada parte :

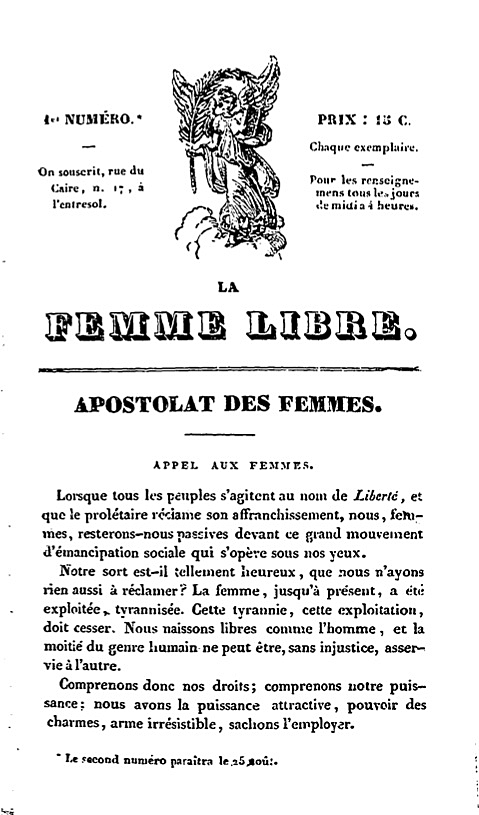
La Mujer libre n° 1, 1832.

La primera firma, Jeanne-Victoria, está atribuida a Jeanne Deroin una obrera costurera autodidacta que más tarde estudió para ser institutriz:

Mientras todos los pueblos se agitan en nombre de la Libertad y que el proletariado reclama su liberación, nosotras, mujeres, nos mantendremos pasivas ante el gran movimiento de emancipación social que está ocurriendo ante nuestros ojos? ¿Nuestra suerte es tan grande que no tenemos nada que reclamar? La mujer, hasta el presente, ha sido explotada, tiranizada. Esta tiranía, esta explotación deben cesar. Nacemos libres como el hombre y la mitad del género humano no puede ser, sin injusticia, esclavizar al otro. Comprendamos pues nuestros derechos; comprendamos nuestro poder; tenemos el poder atractivo, el poder del encanto, amar irresistible: sepámosla emplear. Rechacemos como esposos a todo hombre que o sea suficientemente generoso en consentir compartir su poder; ya no queremos más la fórmula, "Mujer, se sumisa a tu marido!" Queremos el matrimonio igualitario... antes el celibato que la esclavitud! (...)  Jeanne-Victoire. (Gallica)

Después de haber defendido el lugar de la mujer lo vincula con el movimiento sansimoniano de Prosper Enfantin «Somos libres e iguales al hombre; un hombre poderoso y justo lo ha proclamado, y lo han comprendido muchos que le siguen». Termina con una llamada a las «Mujeres de la clase privilegiada; vosotras que sois jóvenes, ricas y bellas» y a las «Mujeres de todas las clases, tenéis una acción poderosa a realizar».
Encontramos luego a ambas fundadoras Jeanne-Désirée Véret y Marie-Reine Guindorf.

Las Mujeres, hasta el presente, han sido esclavas sumisas, o esclavas rebeldes, nunca libres. Las primeras plegadas a esta natural convención que forma parte de la base de nuestra educación son esclavas de los prejuicios sociales, pero se encuentran protegidas por estos mismos prejuicios a los cuales se someten contra todo despotismo individual. Las segundas, por el contrario, liberadas de los grilletes de la opinión general, sin poder invocar los auspicios de la opinión que ellas desprecian, caen bajo la dependencia personal de hombres que sin estar relacionados por una moral unitaria, no tienen otra sanción a sus principios y sus juicios aislados que la del capricho o del buen placer (...)
 (Gallica)

Esta publicación no es una especulación, es una obra de apostolado por la libertad y la asociación de las mujeres. Habiendo sentido profundamente la esclavitud y la nulidad que pesan sobre nuestro sexo. Alzamos la voz para hacer un llamamiento a todas las mujeres a venir con vosotras, reclamar el lugar que debemos ocupar en el templo, en el estado y en la familia. 
Nuestro objetivo es la asociación. Las mujeres no han tenido hasta ahora ninguna organización que les permita lanzarse a alguna cosa grande, sólo han podido ocuparse de pequeñas cosas individuales que las han dejado en el aislamiento (...)
Somos sansimonianas y es precisamente por ello que no tenemos este espíritu exclusivo que rechaza todo lo que no sea propio (...)

Hablaremos de moral, política, industria, literatura, modas no según la opinión y las reglas recibidas sino según nuestro corazón. Nos apoyaremos menos en la ciencia y la elegancia del estilo que en franqueza de los pensamientos. Dado que lo que queremos ante todos es que las mujeres se libren de su estado de malestar y de restricción al que las somete la sociedad, y que se atrevan a decir con la sinceridad de su corazón lo que prevén, lo que quieren para el futuro. (...) Marie-Reine. (Gallica)

Para terminar este primer número de La Mujer Libre, un post scriptum, precisa el carácter exclusivamente femenino del folleto que excluye la posibilidad de un artículo escrito por un hombre.

P.S. Solo publicaremos artículos de mujeres. Invitamos a las que quieran escribir en este folleto, dirigirse a Marie-Reine, directora, rue du Caire, n° 17, de mediodía a las 4, todos los días a excepción de domingo. Recibiremos también cartas particulares relativas a las cuestiones que serán tratadas en nuestras publicaciones. (Remitir las cartas). Jeanne-Désirée, Fundadora, Marie-Reine, Directora. Paris. - Imprenta de Auguste Auffray, Passage du Caire, n° 54. (Gallica)

### Cronología de los títulos
Este pequeño folleto feminista, pionero de la prensa femenina, va a evolucionar rápidamente y proseguir su publicación hasta en 1834..
- La Mujer libre (1832-1832) el n° 1 es el único publicado con este título.
- La Femme nouvelle
- L'Apostolat des femmes
- La Tribune des femmes

### Lista de participantes de la publicación
- Merie-Reine Guindorf
- Jeanne-Désirée Véret
- Jeanne Deroin